# La Salle des profs
Pour plus de détails, voir Fiche technique et Distribution.
La Salle des profs (Das Lehrerzimmer) est un film dramatique allemand réalisé par İlker Çatak et sorti en 2023.
Le film met en scène Carla Nowak qui est une jeune enseignante de mathématiques et d'éducation physique dans un établissement d'enseignement secondaire qui déclare appliquer une politique de « tolérance zéro ». Une série de vols va créer un climat de suspicion au sein de l'établissement.

## Synopsis
Pour élucider ces vols, la direction de l'école fait pression sur les délégués de classe pour qu'ils désignent de potentiels suspects. Carla leur dit qu'ils ne sont pas obligés de collaborer. Les responsables de l'école interrompent ensuite un cours afin de vérifier le contenu des porte-monnaie des garçons de la classe de Carla. Cette opération jette la suspicion sur Ali, un adolescent d'origine turque. Les parents d'Ali sont convoqués, mais les soupçons s'avèrent infondés. Carla est mal à l'aise face à cette procédure qu'elle juge humiliante. 
Pour tenter de résoudre le mystère, Carla décide alors de laisser la caméra de son ordinateur portable enregistrer ce qui se passe dans la salle des professeurs. L'enregistrement l'amène à soupçonner Mme Kuhn, la secrétaire de l'administration de l'école et la mère d'Oskar, un élève de Carla. On peut en effet reconnaître son chemisier à un moment décisif de la vidéo.  
Mme Kuhn nie avec véhémence, mais est suspendue de son poste dans l'attente d'une enquête plus poussée. Carla est également mise en cause pour avoir enregistré une vidéo à l'insu de ses collègues. Lors d'une réunion de parents, elle est critiquée violemment par plusieurs parents. Elle est aussi critiquée par plusieurs élèves. Oskar vit très mal la suspicion jetée sur sa mère, d'autant plus que certains élèves en profitent pour le harceler. Il croit à l'innocence de sa mère et exige de Carla qu'elle fasse des excuses publiques. Devant son refus, il vole son ordinateur. Poursuivi par Carla, il le jette finalement dans un fleuve.  
Des élèves publient dans le journal de l'école un article sur l'affaire, qui attribue à Carla des propos qu'elle n'a pas tenus, et accusant fortement l'établissement. La direction de l'école décide alors d'interdire la diffusion du journal et de renvoyer Oskar temporairement, faisant hurler certains élèves à la censure et au racisme systémique. L'atmosphère devient électrique. Oskar se présente quand même en cours, malgré son renvoi. Carla essaie de le convaincre de partir, mais il sera finalement évacué par la police.

## Fiche technique
- Titre français : La Salle des profs[1]
- Titre original allemand : Das Lehrerzimmer[2]
- Réalisation : İlker Çatak
- Scénario : İlker Çatak, Johannes Duncker (de)
- Photographie : Judith Kaufmann
- Montage : Gesa Jäger (de)
- Musique : Marvin Miller (de)
- Production : Ingo Fliess (de)
- Société de production : if... Productions, Arte, Zweites Deutsches Fernsehen
- Pays de production :  Allemagne
- Langue originale : allemand
- Format : couleur — 1,37:1
- Genre : drame
- Durée : 98 minutes
- Dates de sortie :
  - Allemagne : 18 février 2023 (Berlinale 2023) ; 4 mai 2023 (sortie nationale)
  - France : 6 mars 2024[1]

## Distribution
- Leonie Benesch : Carla Nowak
- Anne-Kathrin Gummich (de) : Dr. Bettina Böhm
- Rafael Stachowiak (de) : Milosz Dudek
- Michael Klammer (de) : Thomas Liebenwerda
- Sarah Bauerett (de) : Vanessa König
- Kathrin Wehlisch (de) : Lore Semnik
- Eva Löbau (de) : Friederike Kuhn
- Leonard Stettnisch : Oskar Kuhn
- Oscar Zickur : Lukas
- Antonia Luise Krämer : Jenny
- Elsa Krieger : Hatice
- Vincent Stachowiak : Tom
- Can Rodenbostel : Ali
- Padmé Hamdemir : Lieun
- Lisa Marie Trense (de) : Luise
- Uygar Tamer (de) : Mme Yilmaz, la mère d'Ali
- Özgür Karadeniz (de) : Monsieur Yilmaz, le père d'Ali

## Distinctions

### Récompenses
- Deutscher Filmpreis 2023 : meilleur film, meilleure réalisation, meilleur scénario, meilleure actrice pour Leonie Benesch et meilleur montage[3],[4]

### Nominations
- Oscars 2024 : Meilleur film international